# تروریسم در اروپا
تروریسم در اروپا (انگلیسی: Terrorism in Europe) تاریخ طولانی دارد. بخشی از این موضوع به جنبش‌های ناسیونالیستی و جدایی طلبانه مربوط می‌شود در حالی که سایر حوادث تروریستی شامل افراط‌گرایی سیاسی از جمله آنارشیسم، راست افراطی و چپ افراطی یا افراط‌گرایی مذهبی بوده‌است.

## جلوگیری

### قبل از جنگ دوم جهانی
کشورهای اروپایی در ۱۹۳۰ از طریق کار با کمیته سرکوب تروریسم (CRT) جلودار ایجاد یک دادگاه جنایی بین‌المللی بودند. این کمیته به دنبال این بود که تروریسم را تعریف کرده و کشورها را تشویق کند که سیاستی در حمایت از فعالیت‌های ضد تروریستی اتخاذ کنند. مخالفت بریتانیا و تنش‌ها در رابطه با فاشیسم در آلمان و ایتالیا این ایده‌ها را محدود کرد.

### اروپل

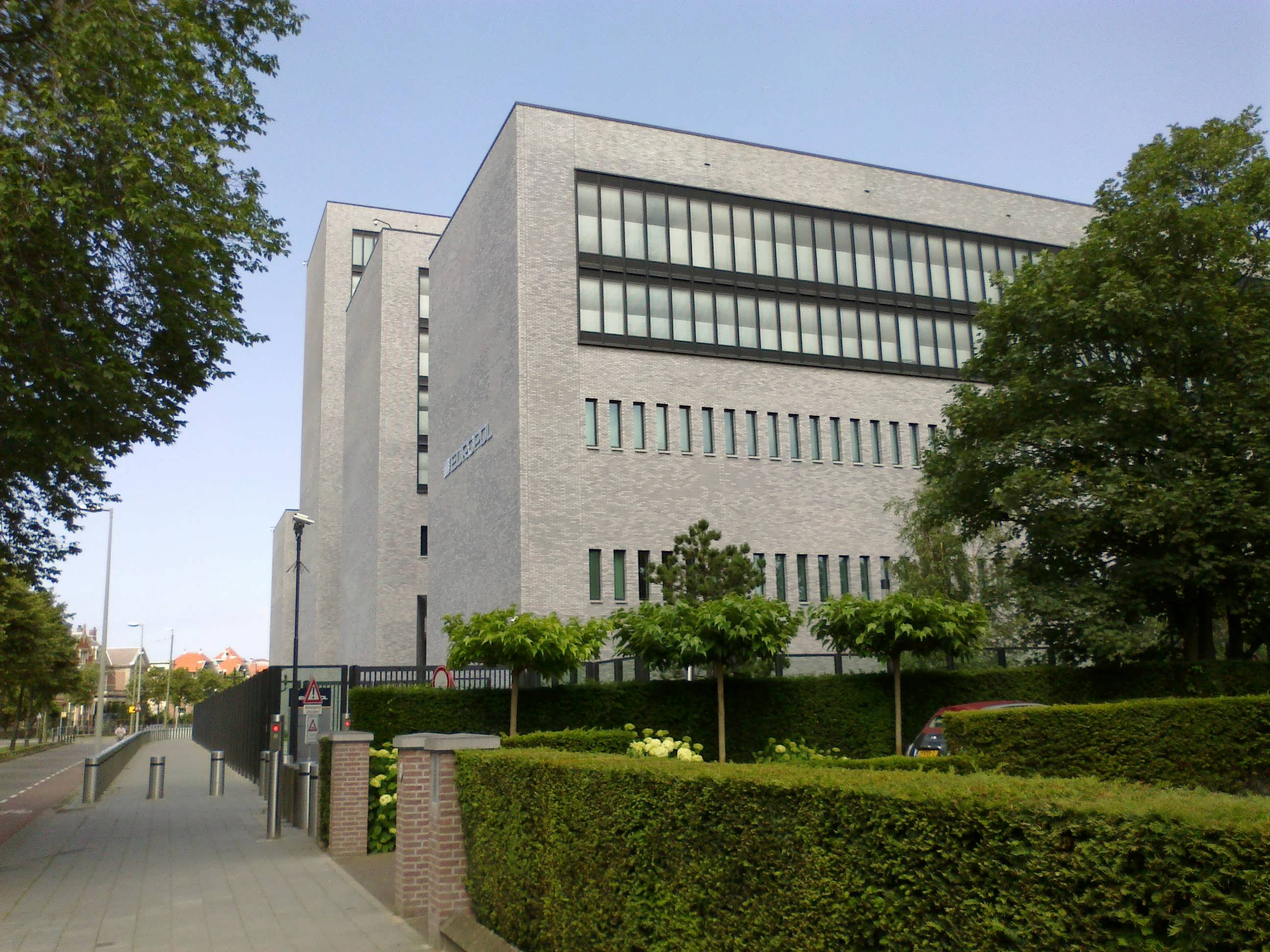
محل دفتر دفتر پلیس اروپا (Europol) در لاهه.

همکاری اروپا در زمینه ضد تروریسم شامل اداره پلیس اروپایی (اروپل)، یک آژانس از اتحادیه اروپا و اینترپل می‌شود. آن‌ها اعمال تروریستی در اتحادیه اروپا که یا موفق نبوده، یا لو رفته یا موفق بوده‌است را بر اساس مذهبی، راست، چپ یا جنبش جدایی طلبانه دسته‌بندی کرده‌اند.

### اقدام هر کشور
در ژوئیه ۲۰۱۴، دولت فرانسه قانونی را برای مبارزه با تروریسم تعریف کرد که شامل بالا بردن مراقبت می‌شد. به این صورت که بازداشت افرادی که با گروه‌های مسلمان افراطی ارتباط داشتند را قانونی می‌کرد و سایت‌های اینترنتی که ضدیت با یهود، تروریسم و نفرت گرایی را تشویق می‌کرد، می‌بست. وزیر کشور وقت فرانسه برنار کازنو فاش ساخت که ۶۰۰ نفر از شهروندان فرانسه در آن موقع یا در سوریه بوده یا برنامه داشتند که به سوریه بروند. بر اساس این قانون، کسانی که مظنون به داشتن همدردی با تروریست‌ها بودند به مدت شش ماه از سفر به خارج منع می‌شدند، پاسپورت‌های آنان مصادره یا از اعتبار ساقط می‌شد و مانع خطوط هوایی می‌شد که اجازه سفر این گونه افراد را بدهند.
در سال ۲۰۰۵ انگلستان نیز استراتژی CONTEST را معرفی کرد. این استراتژی همکاری بین سرویس‌های امنیتی و سایر سازمان‌های عمومی و خصوصی را ارتقا می‌داد و شامل چهار مرحله بود. این چهار مرحله عبارت بودند از تعقیب (دستگیری تروریست‌ها)، جلوگیری (کاهش ریسک رادیکال شدن، ترساندن تروریست‌ها و به اشتراک گذاشتن اطلاعات)، حفاظت (اطمینان یافتن از امنیت اهداف بالقوه و سازمان‌ها) و کسب آمادگی (اطمینان یافتن از ارائه واکنش بلافاصله بعد از هر حمله). سایر کشورهای اتحادیه اروپا استراتژی‌های مشابهی را اتخاذ کرده و همکاری بیشتری را در بین ملت‌ها و نیروهای خود داشته‌اند.

## تاریخچه

### تعاریف
بین تعریف تروریسم و سایر اشکال درگیری‌ها، اعمال خشونت‌آمیز، از جمله جنگ‌های داخلی و درگیری‌های مسلحانه غیر بین‌المللی، تداخلی وجود دارد. این موضوع شامل چندین مورد درگیری‌های غیر بین‌المللی مهم در اروپا را شامل می‌شود که می‌تواند مورد بحث واقع شود که آیا کارهای تروریستی بوده‌اند یا نه. از جمله جنگ استقلال ایرلند (۱۹۱۲ تا ۱۹۲۱)، تلاشی یوگسلاوی و درگیری‌های بعد از آن شامل اولین درگیری (۱۹۹۴ تا ۱۹۹۶)، جنگ دوم چچن (۱۹۹۹ تا ۲۰۰۹) و جنگ داغستان (۱۹۹۹).

### سیر وقایع
در اوایل قرن بیستم تروریسم در اروپا معمولاً با آنارشی همراه بود؛ و از سال ۱۹۵۱، تروریسم در اروپا اغلب به جنبش‌های جدایی طلبانه ارتباط داشته‌است. به‌طور مشخص می‌توان از جنبش جدایی طلبانه چچن در روسیه، ارتش جمهوریخواه ایرلند در بریتانیا و اوسکادی تا آسکاتاسونا در اسپانیا می‌توان نام برد. سایر کسانی که کارهای تروریستی انجام داده‌اند افراطی راست، افراطی چپ، افراط گراهای محیط زیست یا آنارشیست بوده‌اند.
از سال ۲۰۰۱، حملاتی که از طرف گروه‌های افراط گرای اسلامی انجام می‌شد به ویژه در فرانسه به افزایش داشته‌است. بسیاری از فعالیت‌های تروریستی جدایی طلبانه ارتباطی با دین نیز دارند مانند جنبش جدایی طلب چچن در روسیه. اغلب مرگ‌هایی که ناشی از تروریسم است در غرب اتفاق نمی‌افتد. اگر حمله القاعده به آمریکا در سال ۲۰۰۱ را استثنا کنیم می‌بینیم که در ۱۵ سال گذشته فقط پنج دهم درصد کشته‌ها ناشی از حملات تروریستی به کشورهای غربی مانند کشورهای اروپایی، آمریکا، کانادا و استرالیا بوده‌اند. اما اخیراً شاهد حملات تروریستی با تعداد کشته‌های بیشتری بوده‌ایم. تعداد کشته‌های حملات تروریستی بین سال‌های ۱۹۹۰ و ۲۰۱۵ در مقایسه با تعداد کشته‌های این‌گونه حملات در سال‌های بین ۱۹۷۰ و ۱۹۹۰ کاهش دشته است. تا قبل از سال ۱۹۹۰، هر ساله به‌طور میانگین ۱۵۰ نفر در حملات تروریستی کشته می‌شدند. اما اگر تعداد کشته‌های بمبگذاری پان آمریکن در سال ۱۹۸۸ را به آن اضافه کنیم این عدد بیشتر می‌شود. از سال ۱۹۹۰ به بعد، میانگین کشته‌های عملیات تروریستی هر ساله چیزی کمتر از ۵۰ نفر بوده‌است. این عدد از سال ۲۰۱۱ رو به افزایش گذاشته‌است. این در صورتی است که ما تعداد کشته‌های آندره بریویک راست افراطی نروژی و حملات تروریستی اسلام‌گراها در فرانسه در سالهای ۲۰۱۵ و ۲۰۱۶ را نیز به آن اضافه کنیم.

آمار سال‌های ۲۰۰۶ تا ۲۰۱۳
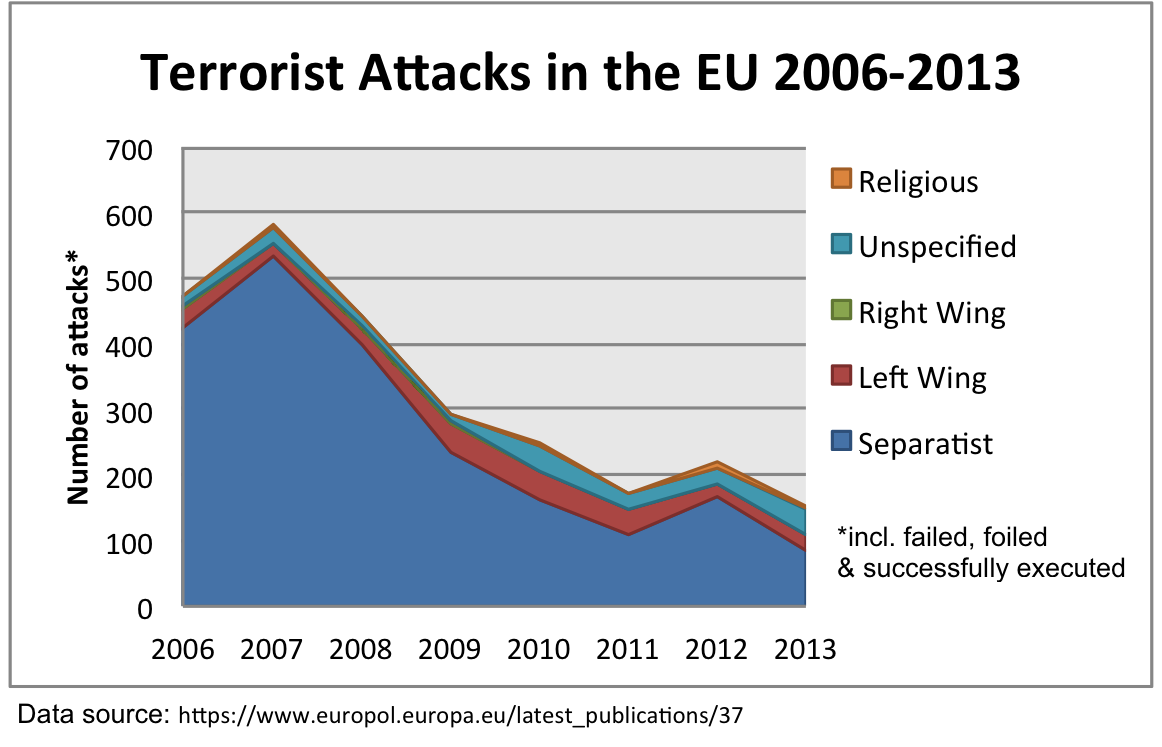
Attacks
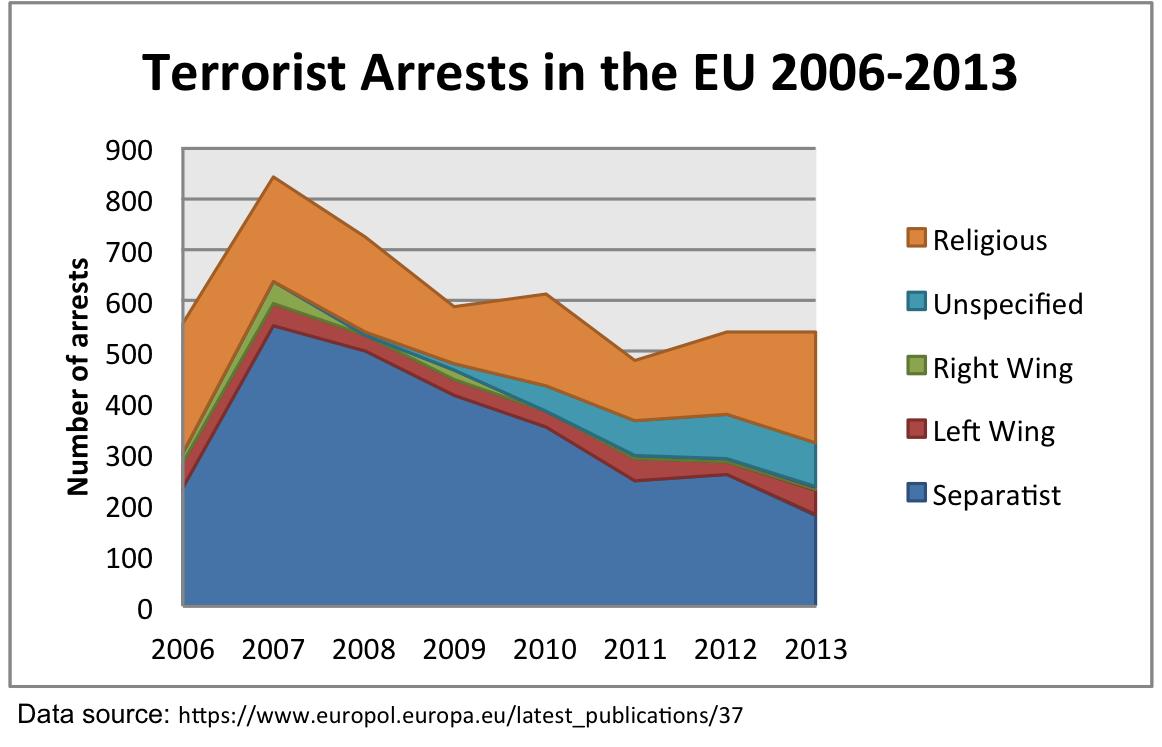
Arrests

در سال ۲۰۱۵، مجموعاً ۲۱۱ عملیات تروریستی موفق، ناموفق یا لو رفته توسط کشورهای اتحادیه اروپا گزارش شد. این عملیات تروریستی ۱۵۱ تلفات بر جای گذاشت که ۱۴۸ نفر آنان در فرانسه بودند. از این تعداد ۱۳۰ نفر در حمله نوامبر ۲۰۱۵ کشته شدند. همچنین ۳۶۰ نفر نیز مجروح شدند. همانند سال‌های قبل جدایی طلبان بیشترین تلفات را به جای گذاشتند و جهادگراها در رده بعدی آن‌ها قرار داشتند. عملیات تروریستی جهادگراها ۱۵۰ کشته و ۲۵۰ مجروح به جای گذاشت. انگلستان بیشترین تعداد حملات تروریستی را گزارش کرد (۱۰۳ مورد) اما آماری از وابستگی آنان نداد.

## اقدامات تروریستی

### طرح تروریستی ایران در دانمارک
- روز سه‌شنبه ۳۰ اکتبر ۲۰۱۸ (۸ آبان ۱۳۹۷) فین بورک آندرسون رئیس سازمان اطلاعات دانمارک، طی یک کنفرانس خبری اعلام کرد که یک فرد ایرانی با پاسپورت نروژی دستگیرشده، که وی قصد اجرای یک حمله تروریستی در دانمارک را داشته‌است. فین بورک گفت: «ما با عملیاتی تهاجمی سر و کار داریم که توسط یک سرویس اطلاعاتی ایرانی در خاک دانمارک تدارک دیده شده‌است». فرد دستگیرشده به درخواست دانمارک در روز ۲۱ اکتبر در خاک سوئد دستگیرشده‌است.[۱][۲] وزارت امور خارجه دانمارک طی بیانیه ای تأکید کرده‌است که به طرح‌های دستگاه اطلاعاتی ایران پاسخ خواهد گفت.[۳] بدنبال کشف این طرح حمله، دانمارک سفیر خود از تهران را فراخواند.[۲][۴]
- لارس لوک راسموسن، نخست‌وزیر دانمارک روز چهارشنبه ۳۱ اکتبر ۲۰۱۸ از متحدان اروپایی خود خواست پاسخی یکپارچه به ایران داده شود.[۵]
- روز چهارشنبه ۳۱ اکتبر ۲۰۱۸ سخنگوی مسئول سیاست خارجی اتحادیه اروپا تلاش تهران، برای طراحی حمله تروریستی در دانمارک را محکوم کرد.[۵]
- روز چهارشنبه ۳۱ اکتبر ۲۰۱۸ وزیران خارجه پنج کشور اسکاندیناوی در نروژ با یکدیگر دیدار کرده و با انتشار بیانیه مشترکی نسبت به تلاش وزارت اطلاعات ایران برای انجام سوءقصد در خاک دانمارک شدیداً ابراز نگرانی کردند. آنها گفتند این‌گونه اقدامات را کاملاً غیرقابل قبول دانسته و بسیار جدی تلقی می‌کنند.[۶]